# Kvalifikace na Mistrovství Evropy ve fotbale 1992 – skupina 6
Zápasy 6. kvalifikační skupiny na Mistrovství Evropy ve fotbale 1992 se konaly v období od 12. září 1990 do 22. prosince 1991. Z pěti účastníků si postup na závěrečný turnaj zajistil pouze vítěz skupiny.

## Tabulka
| Tým         | B  | Z | V | R | P | VG | IG |
| ----------- | -- | - | - | - | - | -- | -- |
| Nizozemsko  | 13 | 8 | 6 | 1 | 1 | 17 | 2  |
| Portugalsko | 11 | 8 | 5 | 1 | 2 | 11 | 4  |
| Řecko       | 8  | 8 | 3 | 2 | 3 | 11 | 9  |
| Finsko      | 6  | 8 | 1 | 4 | 3 | 5  | 8  |
| Malta       | 2  | 8 | 0 | 2 | 6 | 2  | 23 |

## Zápasy
| 12. září 1990 19:00 UTC+3 |        |             |                                                                                   |
| Finsko                    | 0 – 0  | Portugalsko | Helsinský olympijský stadion, Helsinky diváci: 10,240 rozhodčí: Jozef Marko (TCH) |
|                           | Report |             | Helsinský olympijský stadion, Helsinky diváci: 10,240 rozhodčí: Jozef Marko (TCH) |

| 17. října 1990 21:00 UTC |        |            |                                                                            |
| Portugalsko              | 1 – 0  | Nizozemsko | Estádio das Antas, Porto diváci: 35,000 rozhodčí: Siegfried Kirschen (GER) |
| Águas 54'                | Report |            | Estádio das Antas, Porto diváci: 35,000 rozhodčí: Siegfried Kirschen (GER) |

| 31. října 1990 18:00 UTC+2                               |        |       |                                                                          |
| Řecko                                                    | 4 – 0  | Malta | Olympijský stadion, Atény diváci: 17,500 rozhodčí: Ion Craciunescu (ROU) |
| Tsiantakis 37' Karapialis 40' Saravakos 59' Borbokis 88' | Report |       | Olympijský stadion, Atény diváci: 17,500 rozhodčí: Ion Craciunescu (ROU) |

| 21. listopadu 1990 18:00 SEČ |        |       |                                                                |
| Nizozemsko                   | 2 – 0  | Řecko | De Kuip, Rotterdam diváci: 26,000 rozhodčí: Lajos Nemeth (HUN) |
| Bergkamp 7' van Basten 18'   | Report |       | De Kuip, Rotterdam diváci: 26,000 rozhodčí: Lajos Nemeth (HUN) |

| 25. listopadu 1990 14:30 SEČ |        |              |                                                                             |
| Malta                        | 1 – 1  | Finsko       | Národní stadion Ta' Qali, Ta' Qali diváci: 6,000 rozhodčí: Sadik Deda (TUR) |
| Suda 37'                     | Report | Holmgren 87' | Národní stadion Ta' Qali, Ta' Qali diváci: 6,000 rozhodčí: Sadik Deda (TUR) |

| 19. prosince 1990 14:30 SEČ |        |                                                                       |                                                                                  |
| Malta                       | 0 – 8  | Nizozemsko                                                            | Národní stadion Ta' Qali, Ta' Qali diváci: 11,000 rozhodčí: Rolf Blattmann (SUI) |
|                             | Report | van Basten 9', 20', 23', 64', 80' (pen.) Winter 53' Bergkamp 60', 66' | Národní stadion Ta' Qali, Ta' Qali diváci: 11,000 rozhodčí: Rolf Blattmann (SUI) |

| 23. ledna 1991 18:30 UTC+2               |        |                     |                                                                       |
| Řecko                                    | 3 – 2  | Portugalsko         | Olympijský stadion, Atény diváci: 30,000 rozhodčí: Carlo Longhi (ITA) |
| Borbokis 7' Manolas 68' Tsalouchidis 85' | Report | Águas 18' Futre 62' | Olympijský stadion, Atény diváci: 30,000 rozhodčí: Carlo Longhi (ITA) |

| 9. února 1991 15:15 SEČ |        |             |                                                                                  |
| Malta                   | 0 – 1  | Portugalsko | Národní stadion Ta' Qali, Ta' Qali diváci: 10,000 rozhodčí: Manfred Neuner (GER) |
|                         | Report | Futre 27'   | Národní stadion Ta' Qali, Ta' Qali diváci: 10,000 rozhodčí: Manfred Neuner (GER) |

| 20. února 1991 21:30 UTC                                  |        |       |                                                                       |
| Portugalsko                                               | 5 – 0  | Malta | Estádio das Antas, Porto diváci: 10,000 rozhodčí: John Spillane (IRL) |
| Águas 5' Leal 34' Paneira 41' (pen.) Futre 48' Cadete 81' | Report |       | Estádio das Antas, Porto diváci: 10,000 rozhodčí: John Spillane (IRL) |

| 13. března 1991 20:00 SEČ |        |       |                                                                 |
| Nizozemsko                | 1 – 0  | Malta | De Kuip, Rotterdam diváci: 36,383 rozhodčí: Dušan Krchňák (TCH) |
| van Basten 31' (pen.)     | Report |       | De Kuip, Rotterdam diváci: 36,383 rozhodčí: Dušan Krchňák (TCH) |

| 17. dubna 1991 20:00 SELČ |        |        |                                                                |
| Nizozemsko                | 2 – 0  | Finsko | De Kuip, Rotterdam diváci: 27,000 rozhodčí: Jan Damgaard (DEN) |
| van Basten 9' Gullit 76'  | Report |        | De Kuip, Rotterdam diváci: 27,000 rozhodčí: Jan Damgaard (DEN) |

| 16. května 1991 19:00 UTC+3 |        |       |                                                                                    |
| Finsko                      | 2 – 0  | Malta | Helsinský olympijský stadion, Helsinky diváci: 5,150 rozhodčí: Rune Pedersen (NOR) |
| Järvinen 51' Litmanen 87'   | Report |       | Helsinský olympijský stadion, Helsinky diváci: 5,150 rozhodčí: Rune Pedersen (NOR) |

| 5. června 1991 19:00 UTC+3 |        |             |                                                                                      |
| Finsko                     | 1 – 1  | Nizozemsko  | Helsinský olympijský stadion, Helsinky diváci: 21,207 rozhodčí: Brian McGinlay (SCO) |
| Holmgren 77'               | Report | de Boer 60' | Helsinský olympijský stadion, Helsinky diváci: 21,207 rozhodčí: Brian McGinlay (SCO) |

| 11. září 1991 21:30 UTC+1 |        |        |                                                                        |
| Portugalsko               | 1 – 0  | Finsko | Estádio das Antas, Porto diváci: 30,000 rozhodčí: Arturo Martino (SUI) |
| Dualte 22'                | Report |        | Estádio das Antas, Porto diváci: 30,000 rozhodčí: Arturo Martino (SUI) |

| 9. října 1991 19:00 UTC+2 |        |                  |                                                                                        |
| Finsko                    | 1 – 1  | Řecko            | Helsinský olympijský stadion, Helsinky diváci: 5,225 rozhodčí: Sergei Khussainov (URS) |
| Ukkonen 50'               | Report | Tsalouchidis 74' | Helsinský olympijský stadion, Helsinky diváci: 5,225 rozhodčí: Sergei Khussainov (URS) |

| 16. října 1991 20:00 SEČ |        |             |                                                                   |
| Nizozemsko               | 1 – 0  | Portugalsko | De Kuip, Rotterdam diváci: 50,000 rozhodčí: George Courtney (ENG) |
| Witschge 20'             | Report |             | De Kuip, Rotterdam diváci: 50,000 rozhodčí: George Courtney (ENG) |

| 30. října 1991 18:00 UTC+2 |        |        |                                                                       |
| Řecko                      | 2 – 0  | Finsko | Olympijský stadion, Atény diváci: 26,000 rozhodčí: Gerhard Kapl (AUT) |
| Saravakos 49' Borbokis 51' | Report |        | Olympijský stadion, Atény diváci: 26,000 rozhodčí: Gerhard Kapl (AUT) |

| 20. listopadu 1991 21:30 UTC |        |       |                                                                          |
| Portugalsko                  | 1 – 0  | Řecko | Estádio da Luz, Lisabon diváci: 2,000 rozhodčí: Alphonse Costantin (BEL) |
| Pinto 17'                    | Report |       | Estádio da Luz, Lisabon diváci: 2,000 rozhodčí: Alphonse Costantin (BEL) |

| 4. prosince 1991 18:00 UTC+2 |        |                        |                                                                               |
| Řecko                        | 0 – 2  | Nizozemsko             | Kaftanzoglio Stadium, Thessaloniki diváci: 32,500 rozhodčí: Bo Karlsson (SWE) |
|                              | Report | Bergkamp 37' Blind 87' | Kaftanzoglio Stadium, Thessaloniki diváci: 32,500 rozhodčí: Bo Karlsson (SWE) |

| 22. prosince 1991 14:30 SEČ |        |               |                                                                                 |
| Malta                       | 1 – 1  | Řecko         | Národní stadion Ta' Qali, Ta' Qali diváci: 10,000 rozhodčí: Michel Girard (FRA) |
| Sultana 42'                 | Report | Marinakis 67' | Národní stadion Ta' Qali, Ta' Qali diváci: 10,000 rozhodčí: Michel Girard (FRA) |